# Manewr Pringle’a

Manewr Pringle’a z użyciem kleszczyków naczyniowych

Manewr Pringle’a – w chirurgii jamy brzusznej postępowanie polegające na czasowym zaciśnięciu w trakcie operacji więzadła wątrobowo-dwunastniczego (przy pomocy kleszczyków chirurgicznych, taśmą lub palcami), a przez to zamknięciu leżących w więzadle tętnicy wątrobowej właściwej i żyły wrotnej. Pozwala on ograniczyć śródoperacyjną utratę krwi podczas zabiegów resekcyjnych miąższu wątroby i jej urazów, znajduje także zastosowanie przy krwawieniu z tętnicy pęcherzykowej.
Stosowanie manewru może powodować uszkodzenia naczyń (ograniczane użyciem delikatnego instrumentarium), a także niedokrwienie hepatocytów i zespół poreperfuzyjny, skutkujące zaburzeniem funkcji wątroby po zabiegu. Dla uniknięcia tego efektu czas zaciśnięcia więzadła ogranicza się do 15-45 minut, szczególnie unikając przedłużonego niedokrwienia w przypadku marskości narządu. W trakcie długich zabiegów (np. rozległe resekcje) ucisk więzadła okresowo przerywa się na kilka minut, co pozwala na niedokrwienie wątroby o łącznym czasie do 120 minut.
Nazwa upamiętnia chirurga, który w 1908r. jako pierwszy opisał tę metodę – Jamesa Hogartha Pringle’a, absolwenta Wydziału Medycznego Uniwersytetu Edynburskiego.